# Герб Амвросиевки
Герб Амвросиевки является официальным символом города Амвросиевка Донецкой области Украины.

## Описание
В червлёном (красном) поле щита положенные накрест серебряные топор и морской якорь лапами вверх над зелёной оконечностью, завершённой стропилом из девяти серебряных брусков и обременённой золотой опрокинутой подковой. Щит увенчан серебряной городской трёхзубчатой короной. По сторонам щит обрамлён справа и слева цветущими ветвями сирени. Ветви перевиты красной лентой с надписью в её нижней части золотыми литерами «АМВРОСІЇВКА».— 

## Обоснование символики
Скрещенные топор и якорь (бывшая эмблема Министерства путей сообщения России) символизируют начало отсчёта истории Амвросиевки с появления в 1869 году пристанционного посёлка при строительстве Курско-Харьковской железной дороги.
Золотая подкова на зелёном поле (один из символов казачества) — отсылка к донскому старшине Амвросию Гавриловичу Луковкину, основавшему в 1777 году хутор, который потом дал название городу.
Сложенная из серебряных брусков (кирпичей) пирамида символизирует прирост населения и поэтапное (ступенчатое) развитие города. 

## История

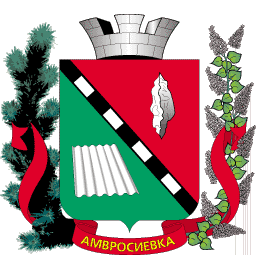
Герб Амвросиевки 1999 года

Предыдущий герб был утверждён решением Амвросиевского городского совета 26 марта 1999 года.
"В щите, скошенном справа красным и зеленым цветами, компонованная черным цветом и серебром узкая перевязь справа, сопровождаемая слева рубилом натурального цвета и справа серебряным листом шифера в перспективе. Щит украшен серебряной городской короной с тремя зубцами и обрамлен хвойной ветвью справа и ветвью цветущей сирени слева, перевитыми и соединенными внизу красной лентой с надписью золотыми буквами «Амвросіївка».
Красный цвет являлся символом добычи глины и изготовления из неё кирпича и черепицы. Зеленый цвет говорил о богатстве природы в крае. Узкая чёрно-белая перевязь символизировала железную дорогу, строительство которой и послужило отправной точкой основания города. Ручное рубило, найденное в окрестностях города, говорило о заселении этих мест с древних времён. Лист шифера был характерным символом цементного производства, доминирующего в городе, а также указывал на наличие в городе производства шифера и других строительных материалов из цемента. Серебряная корона над щитом указывала на тот факт, что Амвросиевка была районным центром. Сосновые ветки справа от щита говорили о наличии в городе заповедника сосны, а ветки сирени слева — о большом количестве кустов сирени, произрастающих на улицах города.